# Башкенд (Кельбаджарский район)
Башкенд (азерб. Başkənd) — село в Кельбаджарском районе Азербайджана. Располагается к северо-востоку от города Кельбаджар.

## История
По материалам издания «Административное деление АССР», подготовленных в 1933 году Управлением народно-хозяйственного учёта АССР (АзНХУ), по состоянию на 1 января 1933 года населённый пункт Башкент входил в состав Сыных-килисинского сельсовета Кельбаджарского района Азербайджанской ССР. Население — 83 человека (15 хозяйств, 47 мужчин и 36 женщин). Национальный состав всего Сыных-килисинского сельсовета, включавшего также 11 сёл, на 99,8% состоял из тюрков (азербайджанцев).
С 1993 по 2020 годы село находилось под контролем непризнанной Нагорно-Карабахской Республики, включившей село в состав Шаумяновского района НКР. 25 ноября 2020 года на основании трёхстороннего соглашения между Азербайджаном, Арменией и Россией от 10 ноября 2020 года Кельбаджарский район возвращён под контроль Азербайджана.